# Мошнівське лісництво
Мо́шнівське лісництво — структурний підрозділ Черкаського лісового господарства Черкаського обласного управління лісового та мисливського господарства.
Офіс знаходиться у с. Мошни, Черкаський район, Черкаська область

## Лісовий фонд
Лісництво охоплює ліси Черкаського району. Площа лісництва — 5084,8 га.

## Об'єкти природно-заповідного фонду
У віданні лісництва перебувають об'єкти природно-заповідного фонду:
- пам'ятка природи загальнодержавного значення Мошенська діброва,
- ботанічні пам'ятки природи місцевого значення: Група вікових ялин, Плантація бархата амурського,
- гідрологічна пам'ятка природи місцевого значення: Підземне джерело,
- загальнозоологічний заказник місцевого значення Мошнівський охоронна зона,
- ландшафтні заказники місцевого значення Мошнівський, Мошногірський.

## Галерея

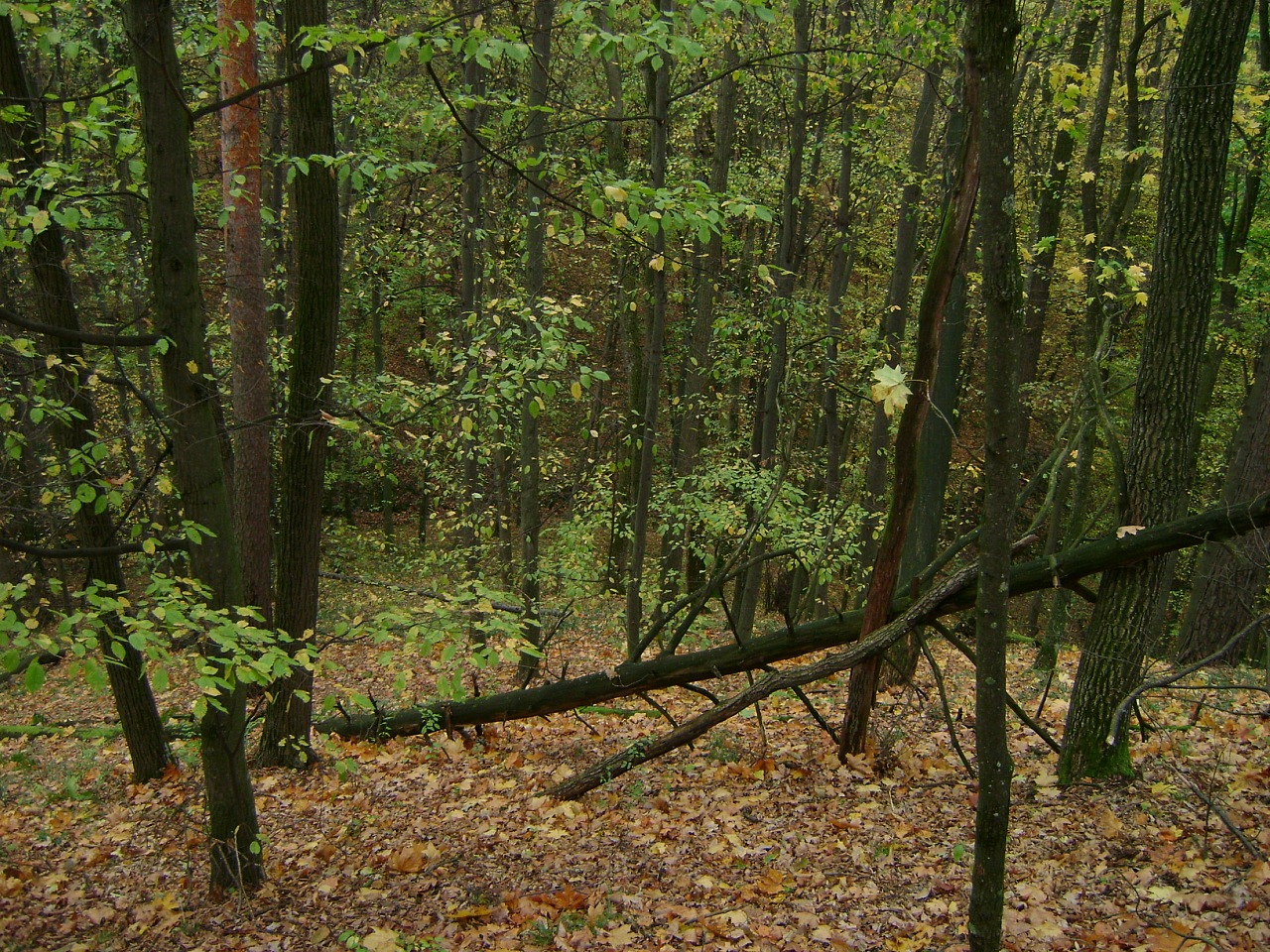
У Мошенській діброві
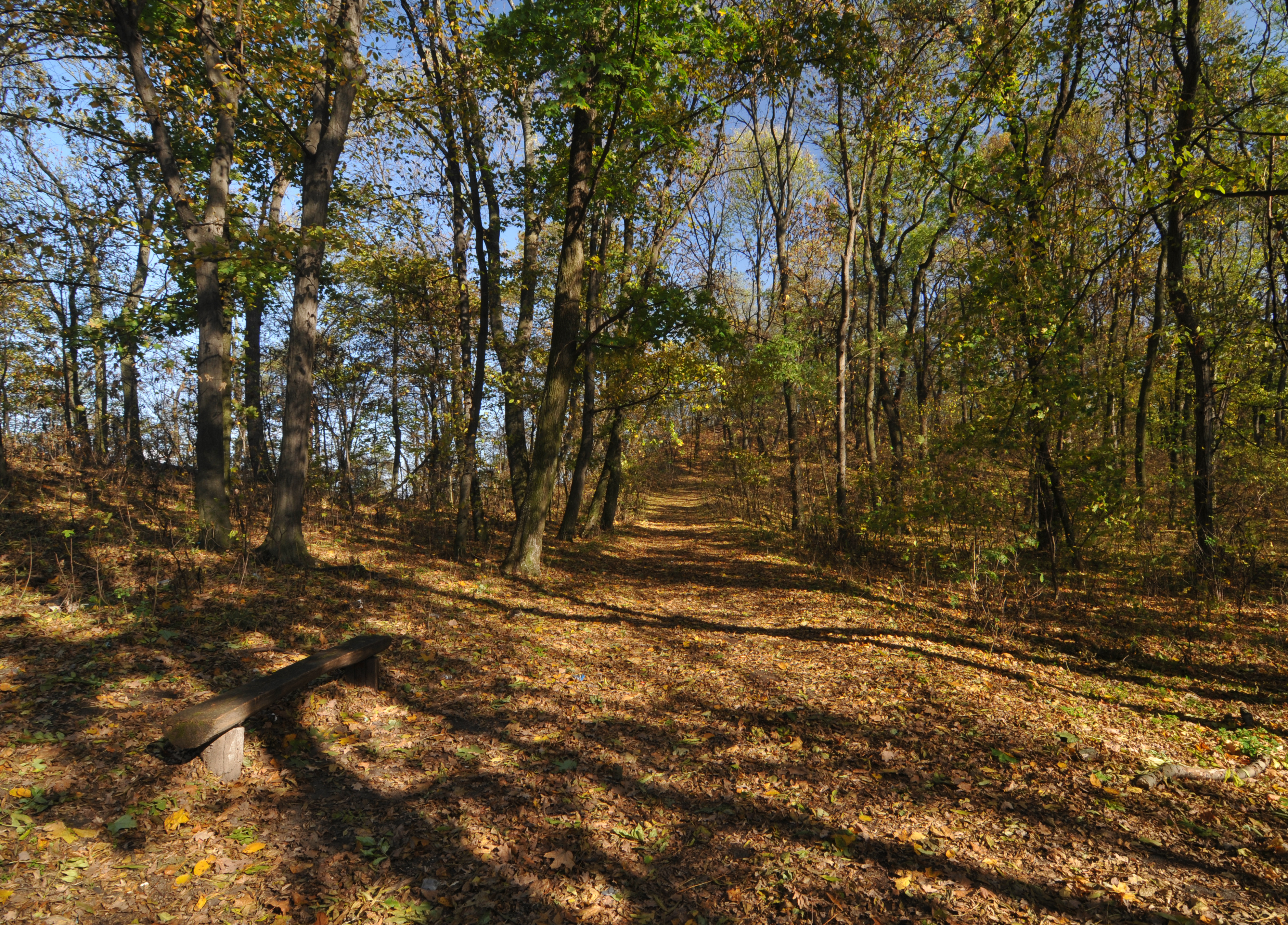
У Мошнівському заказнику
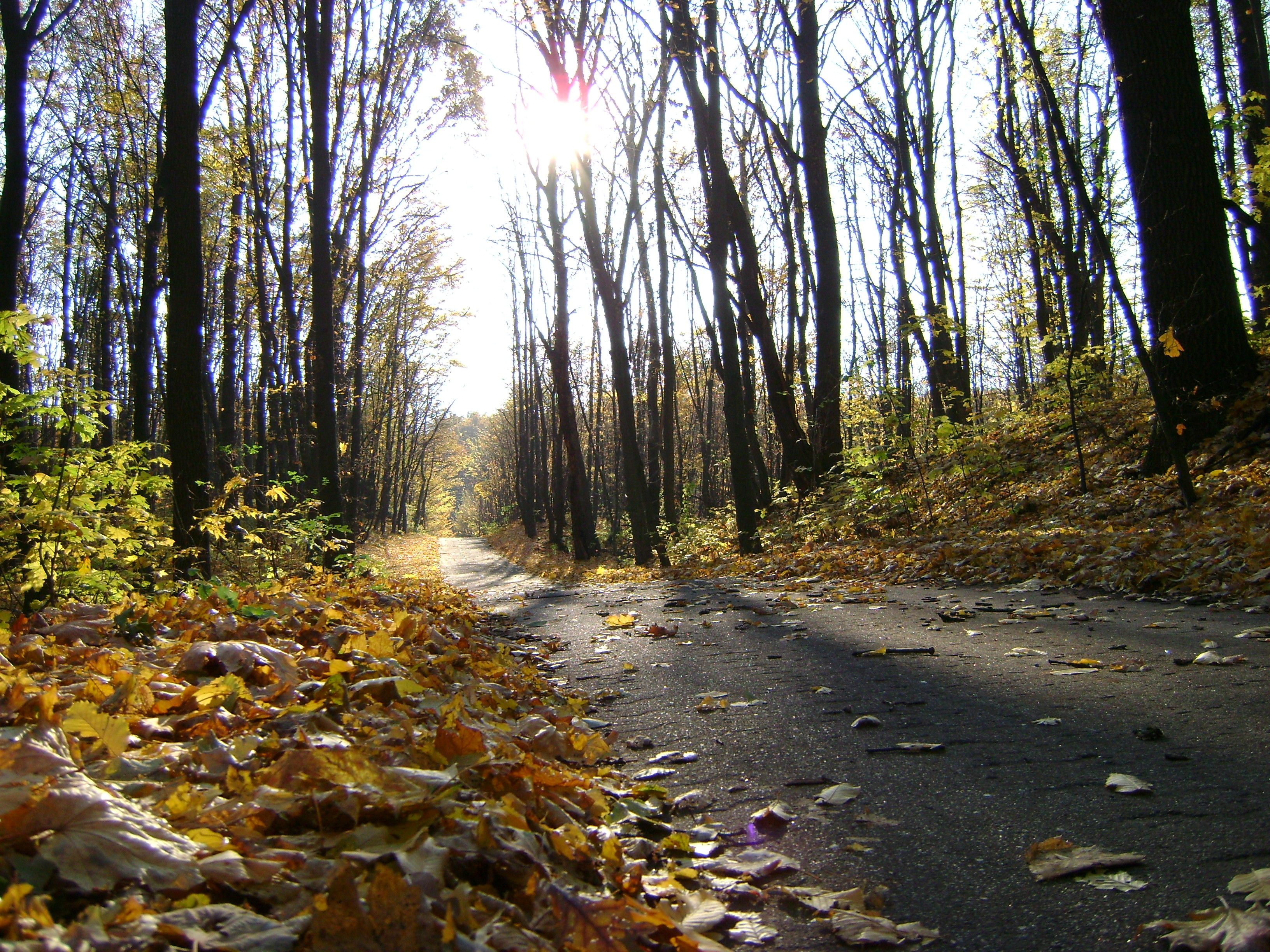
У Мошногірському заказнику
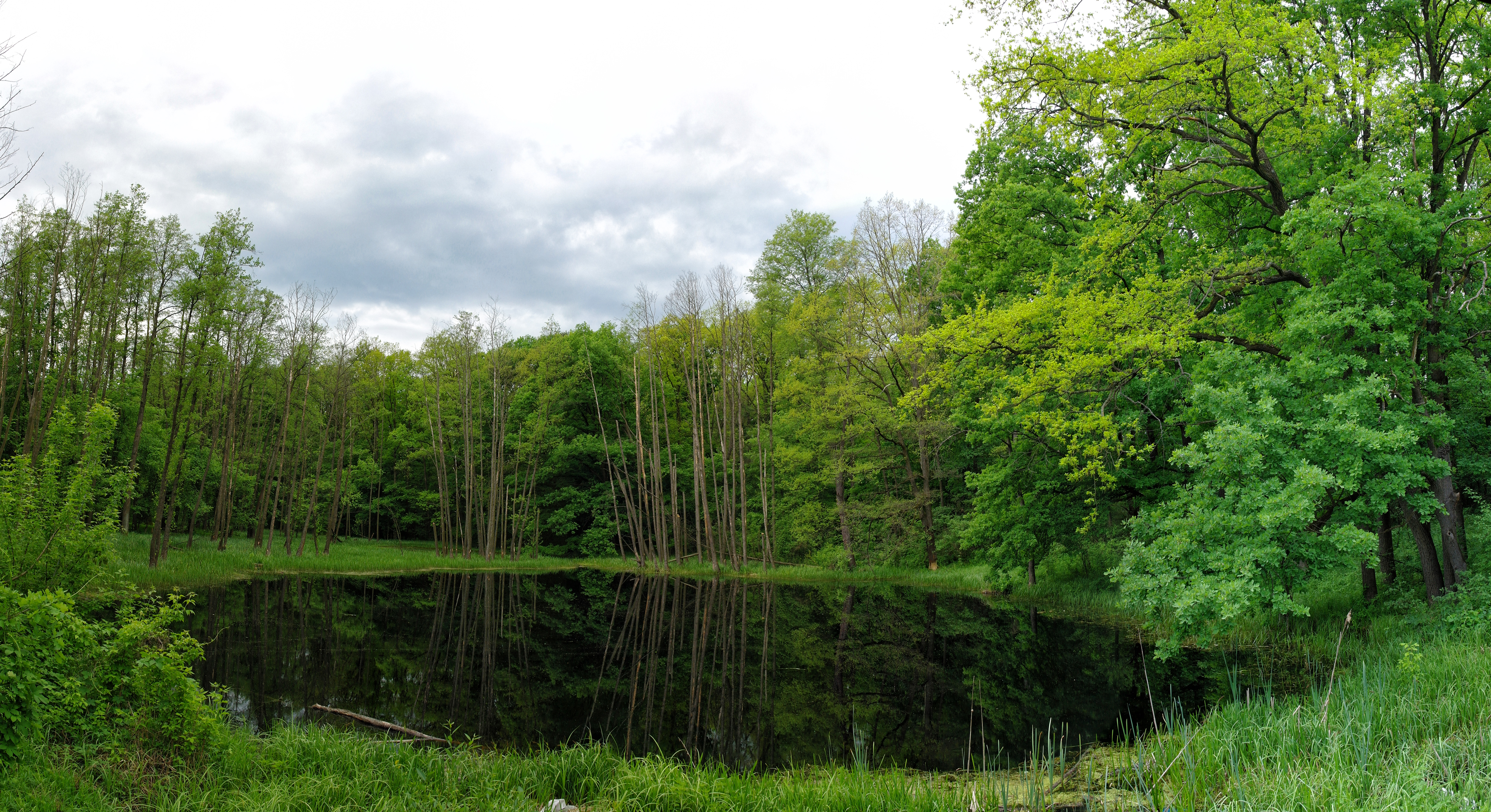
У заказнику Мошнівський охоронна зона